# 중국의 산학
중국의 산학은 주나라 때에 기원한다. 이는 유럽 수학과 독자적으로 발달하였고, 피타고라스의 정리 · 파스칼 삼각형 · 원주율의 정확한 값 등을 (대부분의 경우 유럽보다 더 빨리) 발견하였다. 이후 명나라 때부터 서양 수학이 전래되었다.

## 주나라 ~ 전국시대

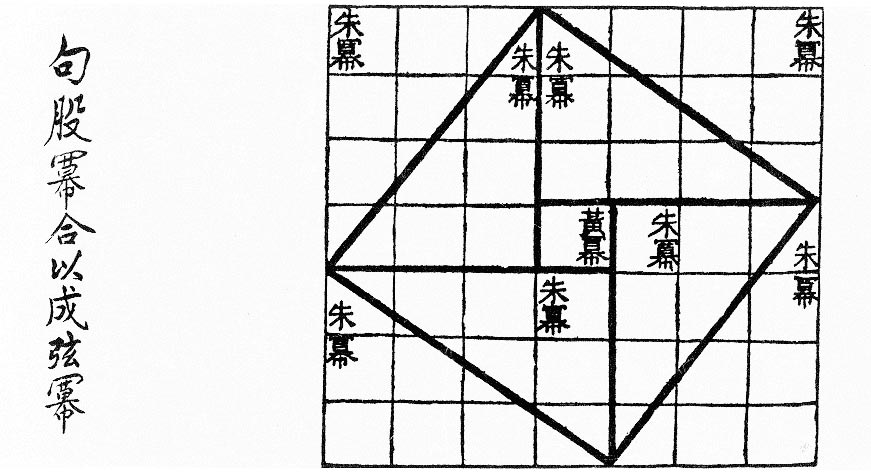
《주비산경》의 (3, 4, 5) 직각삼각형의 증명

산가지의 10진법 표시

고대의 수학은 역법(曆法) 계산과 일상생활의 필요에서 생겨났다. 주나라(기원전 11세기~3세기) 때 이미 산가지가 사용되었다. 《구장산술》과 《주비산경》은 주나라 때 주로 집필된 것으로 보이는 수학서이지만, 한나라 때까지 계속해서 내용이 추가되었다.
《구장산술》에는 연립 1차 방정식의 풀이, 여러 가지 도형의 면적 또는 체적의 계산이 수록되어 있다. 《주비산경》에는 3·4·5가 직각삼각형의 세변이 된다는 피타고라스의 정리의 예가 소개되었다.
전국시대에는 수학으로써 봉직한다는 기사가 있고, 또 6예(六藝)의 하나로서 관리의 자제가 반드시 배워야 하는 과목이었다.

## 한나라 ~ 남북조
한대(漢代) 이후에 많은 수학서가 저술되었다.,
후한의 장형(78~139)은 원주율을 약 {\displaystyle {\sqrt {10}}\approx 3.162}으로 계산하였다. 이는 《구장산술》에 등장하는 {\displaystyle \pi \approx 3}보다 더 정확한 값이다.
유휘(劉徽, 225년 경 ~295년 경)는 《구장산술》을 편집하였고, 이에 상세한 주석을 붙인 《구장산술주》(九章算術註)를 출판하였다. 《구장산술주》의 마지막 장은 당나라 때 《해도산경(海島算經)》이라는 제목으로 분리되어 출판되었다. 유휘는 극한(極限)의 사상으로 면적 또는 체적 계산을 교묘하게 증명하였다. 유휘는 또한 원주율을 {\displaystyle \pi \approx 3.1416}으로 계산하였다.
손자(孫子, 5세기 경)는 《손자산경》을 집필하였다. (이는 《손자병법》을 집필한 손무보다 후대의 인물이다.)
남북조 시대의 수학자 조충지(429~500)는 《철술(綴術)》을 저술하였다. 이 책은 원에 관련된 수학을 논한 것으로 추측되나, 현전하지 않는다. 이 책에서 조충지는 원주율을 {\displaystyle 355/113\approx 3.141592}로 계산하였다.

## 수나라 · 당나라
왕효통(王孝通, 580~640)은 《집고산경(緝古算經)》에서 3차방정식을 풀이하였다.
이순풍(李淳風, 602~670)은 당대의 수학서 가운데 10편을 《산경십서(算經十書)》라는 제목으로 집대성하였다. 이들은 다음과 같다.
- 《주비산경》
- 《구장산술》
- 《해도산경(海島算經)》
- 《손자산경》
- 《장구건산경(張邱建算經)》
- 《오조산경(五曹算經)》
- 《오경산술(五經算術)》
- 《집고산경(緝古算經)》
- 《수술기유(數術記遺)》
- 《하후양산경(夏候陽算經)》

## 송나라 · 원나라
송나라의 가헌(1010~1070)은  《황제구장산경상해》(黃帝九章算經細草)과 《석쇄산서》(釋鎖算書)를 집필하였지만 둘 다 현전하지 않는다. 양휘에 따르면, 파스칼의 삼각형을 발명하였다고 전해진다.
남송 · 금나라 · 원나라 초기에 이르는 동안 중국 수학은 진일보하였다. 이 시대에는 이야(李冶, 1192~1279)·진구소(秦九韶, 1208~1261)·양휘(楊輝, 1238~1298)·주세걸(1249~1314)의 4대가(大家)가 등장하였다.
진구소와 양휘는 남송 사람이다. 진구소는 《수서구장(數書九章)》에서 부정(不定)방정식을 상세히 다루었고, 또 영(零)의 기호를 사용하였다. 양휘는 가헌의 업적을 바탕으로 이항 정리와 마방진을 연구하였다.
이야와 주세걸은 금나라 · 원나라 사람이다. 이들은 특수한 방법으로 미지수를 나타내어 계산하는 천원술(天元術)을 처음으로 다루었는데, 이는 일종의 대수학이다.

## 명나라 · 청나라
명나라 말기(明末)부터 기독교 선교사가 많이 들어와 서양의 수학을 전했다. 명나라의 서광계(1562~1633)는 선교사 마테오 리치와 만나 《원론》을 중국어로 번역하였다.
청나라의 이선란(1810~1882)은 《프린키피아》 등 서양 서적을 중국어로 번역하였고, 또한 현재까지 중국어에서 사용되는 수학 용어들을 도입하였다.

## 신해혁명 이후
신해혁명 이후, 중국은 화뤄겅(1910~1985), 저우웨이량(1911~1995), 천싱선(1911~2004),  천징룬(1933~1996) 등의 유명한 수학자들을 배출하였다.

## 같이 보기
- 수학의 역사
  - 인도의 수학
  - 이슬람의 수학
  - 일본의 수학